# Фиолетовая линия (Дели)
Фиолетовая линия (хинди बैंगनी लाइन) — пятая линия Делийского метрополитена. Первый участок «Сентрал Секретэриат» — «Сарита Вихар» был открыт 3 октября 2010 года. Сегодня длина линии составляет 46,6 км, в её составе — 34 станций, целиком расположенных на правом берегу реки Джамна. Северная часть Фиолетовой линии проходит под землёй, а южная — целиком на эстакадах. Она связывает Центральный и Южный округа Дели и город-спутник Фаридабад. На схемах обозначается фиолетовым цветом и номером .

## История
| Дата            | Участок                               | Длина, км | Станций |
| --------------- | ------------------------------------- | --------- | ------- |
| 3 октября 2010  | Сентрал Секретэриат — Сарита Вихар    | 15        | 13      |
| 14 января 2011  | Сарита Вихар — Бадарпур               | 5,1       | 3       |
| 26 июня 2014    | Сентрал Секретэриат — Манди Хаус      | 3         | 2       |
| 8 июня 2015     | Манди Хаус — ИТО                      | 1         | 1       |
| 6 сентября 2015 | Бадарпур — Эскортс Муджейсар          | 13,9      | 9       |
| 28 мая 2017     | ИТО — Кашмири Гейт                    | 5,2       | 4       |
| 19 ноября 2018  | Эскортс Муджейсар — Раджа Нахар Сингх | 3,2       | 2       |
| Всего           | Кашмири Гейт — Раджа Нахар Сингх      | 46,6      | 34      |

## Станция
На линии расположено 32 станций, 11 из которых — подземные, остальные являются эстакадными.
- «Кашмири Гэйт» (пересадака на одноимённые станции  Красной и  Жёлтой линий)
- «Лаль Кила»
- «Джама Масджид»
- «Дели Гэйт»
- «ИТО»
- «Манди Хаус» (пересадака на одноимённую станцию  Синей линии)
- «Джанпат»
- «Сентрал Секретэриат» (пересадака на одноимённую станцию  Жёлтой линии)
- «Кхан Маркет»
- «Джавахар Лаль Нейру Стэдиум»
- «Джангпура»
- «Ладжпат Нагар» (пересадака на одноимённую станцию  Розовой линии)
- «Мулчанд»
- «Кайлаш Колони»
- «Нейру Плэйс»
- «Калкаджи Мандир» (пересадака на одноимённую станцию  Пурпурной линии)
- «Говин Пури»
- «Эркеш Нагар Окхла»
- «Джасола Аполло»
- «Сарита Вихар»
- «Мохан Эстэйт»
- «Тагхлакабад Стэйшн»
- «Бадарпур Бордер»
- «Сарай»
- «НХПС Чоук»
- «Мивла Махараджпур»
- «Сектор 28»
- «Бадкхал Мор»
- «Олд Фаридабад»
- «Нилэм Чоук Аджронда»
- «Бата Чоук»
- «Эскортс Муджейсар»
- «Сант Сурдас»
- «Раджа Нахар Сингх»

## Депо
Линию обслуживают два электродепо: «Сарита Вихар», расположенное у одноимённой станции, и «Аджронда» — рядом со станцией «Нилэм Чоук Аджронда».